# 170
| 170                |
| ------------------ |
| Dødsfald - Fødsler |
|                    |

| Gregoriansk kalender | 170 CLXX                |
| Ab urbe condita      | 923                     |
| Armensk kalender     | I/T                     |
| Kinesiske kalender   | 2866 – 2867 己酉 – 庚戌 |
| Etiopisk kalender    | 162 – 163               |
| Jødisk kalender      | 3930 – 3931             |
| Hindukalendere       |                         |
| - Vikram Samvat      | 225 – 226               |
| - Shaka Samvat       | 92 – 93                 |
| - Kali Yuga          | 3271 – 3272             |
| Iransk kalender      | 452 BP – 451 BP         |
| Islamisk kalender    | 466 BH – 465 BH         |

Se også 170 (tal)